# The Amagi
Ethan McGregor Schulteis (nascido a 25 de agosto de 2002), conhecido profissionalmente como The Amagi, é um YouTuber e empresário americano do Wisconsin, EUA. É conhecido por criar conteúdos relacionados com anime e mangá no YouTube. Ganhou popularidade pelos seus estudos de personagens, histórias de origem e discussões sobre várias capacidades e sociedades fictícias. O seu trabalho inclui frequentemente análises de séries populares como Avatar: The Last Airbender e Naruto.
Schulteis é também responsável pela gestão dos canais YouTube ChannelFrederator, Stan Lee Presents e The Leaderboard. Coletivamente, estes canais têm mais de 6 milhões de seguidores. Os conteúdos do canal The Amagi são também traduzidos para língua hindi e publicados no canal The Amagi Hindi.

## Biografia
Schulteis nasceu a 25 de agosto de 2002 no Wisconsin, Frequentou a Slinger High School, onde se formou em 2021.

## Carreira
Schulteis desenvolveu um interesse precoce pela animação, despertado pela série Avatar: The Last Airbender. Aos 14 anos, criou um programa de animação intitulado The Amagi, que propôs ao Nickelodeon; no entanto, a proposta não foi aceite. Posteriormente, Schulteis lançou um canal no YouTube com o mesmo nome, inspirado no antagonista do seu projeto de animação.
O canal experimentou um aumento súbito de popularidade com o crescimento da audiência de Avatar: The Last Airbender na Netflix em 2019. Um vídeo sobre o Lavabending, um conceito da série Avatar, acumulou mais de um milhão de visualizações. Durante a pandemia de COVID-19, Schulteis aproveitou o aumento da procura de conteúdos em linha, alargando o âmbito do seu canal para incluir uma variedade de séries de anime, o que levou a um crescimento substancial da audiência. Para melhorar a qualidade do canal, contratou um ator de voz e um editor de vídeo, atingindo 100.000 subscritores em junho de 2020 e aumentando para 500.000 em janeiro de 2021, em parte devido a conteúdos centrados na série Naruto.
Em agosto de 2021, o canal The Amagi ultrapassou um milhão de subscritores. Em 2024, o canal The Amagi tem mais de 2 milhões de subscritores.

## Expansão
Em 2022, Schulteis e a sua equipa foram encarregados pelo Channel Frederator de gerir o seu canal oficial no YouTube. Posteriormente, foi-lhe também pedido que se encarregasse do canal de ação real do Frederator, Cinematica, que tem mais de 300.000 subscritores e 75 milhões de visualizações.
Em 2023, Schulteis começou também a gerir The Leaderboard, um canal do YouTube com mais de 1,5 milhões de subscritores, alargando assim o alcance geral da The Amagi para mais de 6 milhões de subscritores em vários canais. Schulteis expandiu ainda mais o alcance da The Amagi traduzindo o conteúdo do seu canal para hindi, o que levou à criação do canal The Amagi Hindi. Em abril de 2024, a Frederator Media colaborou com Kartoon Studios para mudar a marca Cinematica, gerida por Schulteis, para Stan Lee Presents. O canal centra-se agora no legado de Stan Lee, apresentando conteúdo dos seus arquivos pessoais, livros de banda desenhada digital, entrevistas, filmagens dos bastidores e antevisões de projectos futuros.